# Hemitaurichthys zoster
Espèce
Synonymes
- Chaetodon zoster Bennett, 1831
- Hemitaurichtys zoster (Bennett, 1831)
- Tetragonoptrus zoster (Bennett, 1831)

Hemitaurichthys zoster, communément nommé poisson-papillon pyramide noir, est un poisson osseux de petite taille appartenant à la famille des Chaetodontidae natif de l'Océan Indien.

## Description
Le poisson-papillon pyramide noir est un poisson de petite taille qui peut atteindre une longueur maximale 18 cm,.
Son corps est compressé latéralement, son profil présente des bords arrondis, son museau s'étire un peu en pointe avec une petite bouche protractile terminale. Sa livrée très caractéristique ne laisse planer aucun doute sur l'identification du sujet.
La couleur de fond de son corps est noire et ce dernier est traversé en son centre par une large bande blanche en forme de trapèze dont la partie sommitale, correspondant au centre de la nageoire dorsale, est jaune. Sa nageoire caudale est blanche.

## Distribution & habitat
Le poisson-papillon pyramide noir est présent dans les eaux tropicales et subtropicalesde l'Océan Indien soit des côtes orientales de l'Afrique à l'Île de Java en Indonésie et de l'Inde à l'Île Maurice,.
Le poisson-papillon pyramide noir apprécie les pentes récifales externes à partir desquelles il peut partir capter sa nourriture en pleine eau de 3 à 40 mètres de profondeur ,.

## Biologie
Le poisson-papillon pyramide noir vit en larges bancs et se nourrit de zooplancton et d'algues qu'il capture en pleine eau le museau face au courant sur les pentes récifales externes ,.

## Statut de conservation
L'espèce ne fait face à aucune menace importante en dehors de sa sensibilité vis-à-vis de la production globale de plancton qui peut dans un avenir proche décroitre grandement au point de fragiliser certaines espèces, le poisson-papillon pyramide jaune est toutefois classée en "préoccupation mineure"(LC) par l'UICN.